# Samuel Untermyer

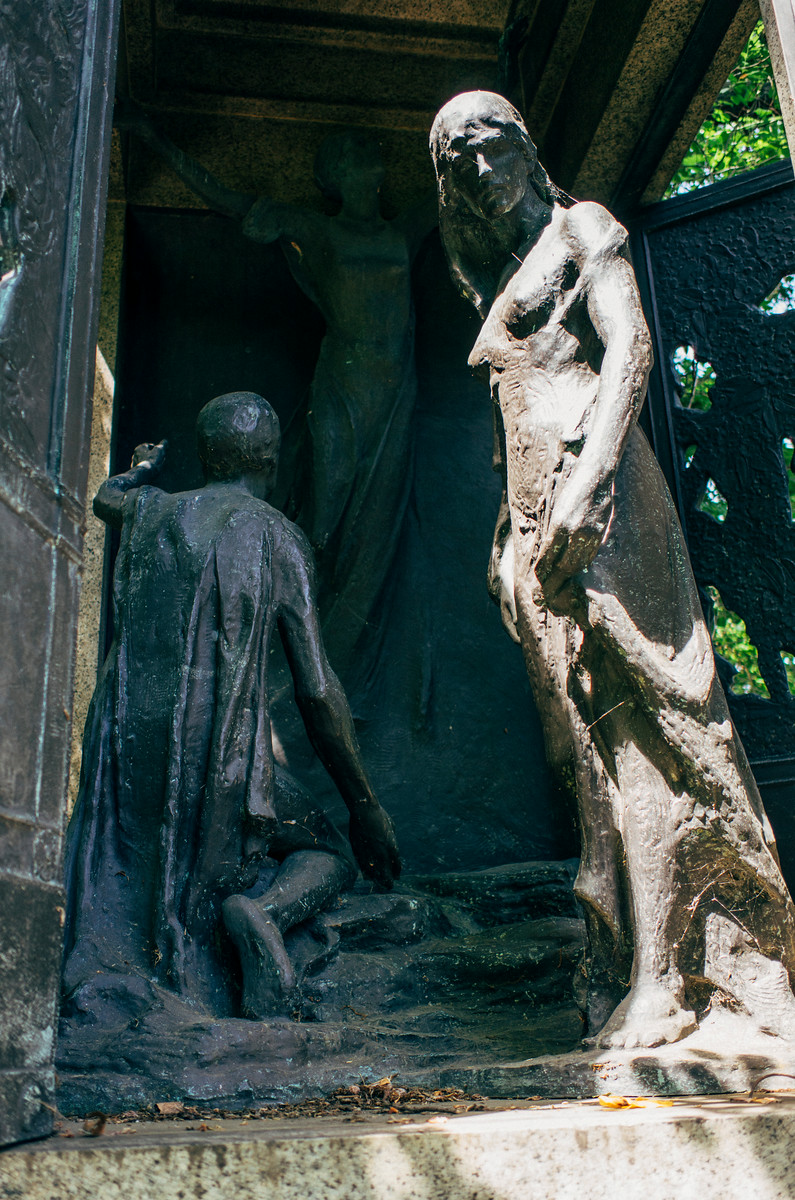

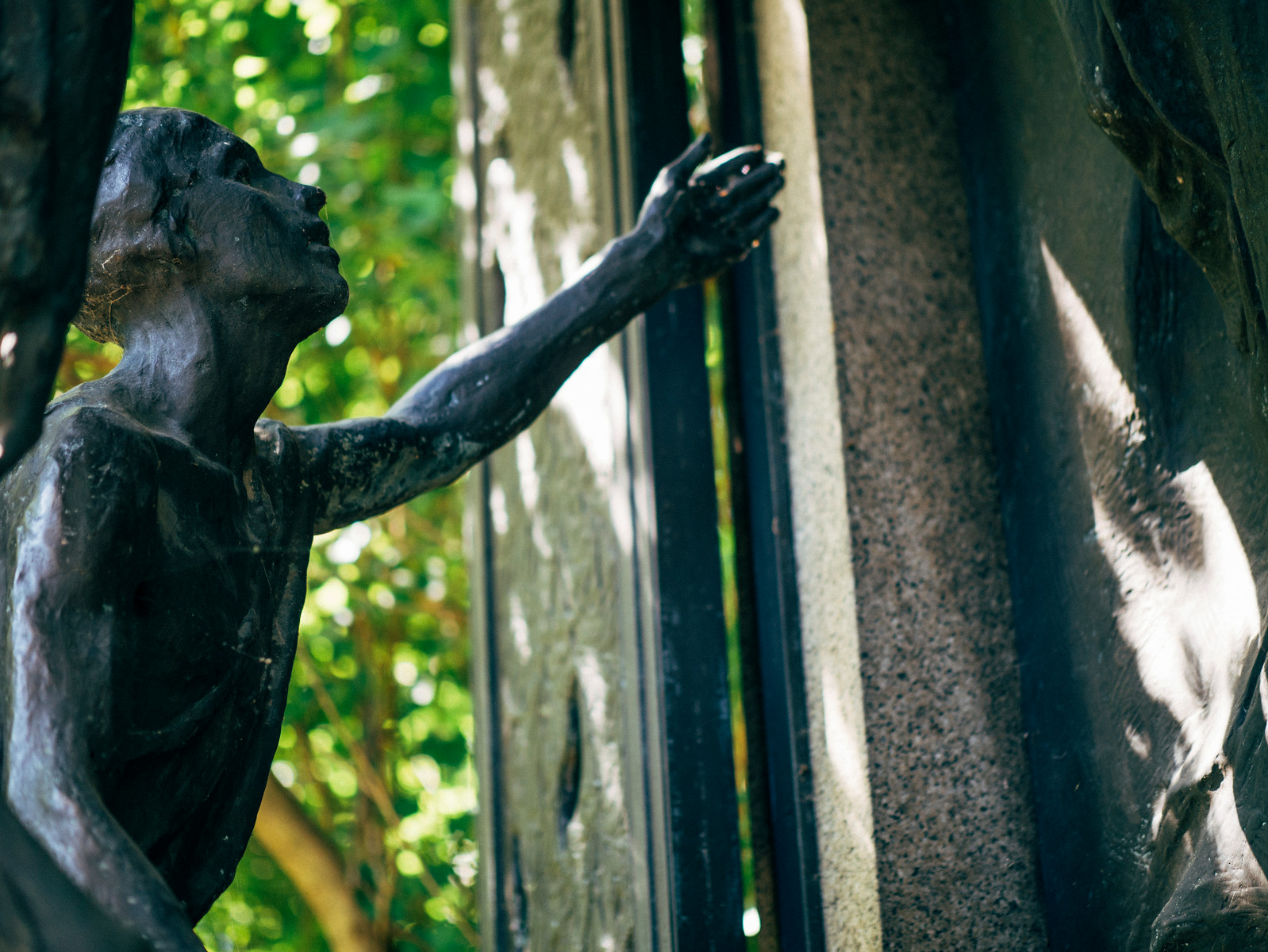

Samuel Untermyer (Lynchburg, 6 marzo 1858 – Palm Springs, 16 marzo 1940) è stato un avvocato statunitense.

## Vita
Nacque a Lynchlurg, cittadina della Virginia nel 1858 da Isadore e Therese Untermyer. Il padre fu tenente dell'esercito confederato e morì pochi anni dopo la fine della guerra civile. Dopo la morte del padre la famiglia si sposta a New York. In questa città completa i suoi studi in legge presso la Columbia Law School nel 1878. Nel 1880 si sposa con Minnie Carl figlia di Mairelius Carl. Ebbe tre figli, Alvin, che combatté nella prima guerra mondiale come artigliere in Francia; Irwin, che divenne giudice della suprema corte dello Stato di New York, e Irene, filantropa che sposò Louis Putnam Myers in prime nozze alla morte di Louis si risposò con Stanley Richter. Uno dei nipoti fu Samuel Untermyer II famoso ingegnere nucleare. Dopo gli studi entra come praticante presso lo studio di un suo cugino Randolph Guggenheimer a New York. Nel 1895 entra a far parte dello studio legale Guggenheimer, Untermyer & Marschall, questo studio operò a New York per quarantacinque anni. Morì nel 1940 a Palm Spring, California. È sepolto nel cimitero Woodlawn nel Bronx di New York.
Come attivista sionista nel 1933 fu capo delegazione statunitense alla conferenza mondiale ebraica di Amsterdam. A quella conferenza venne eletto presidente della stessa. Al suo ritorno negli Stati Uniti rivolse un accorato appello alla nazione dagli studi radiofonici della WABC, con cui chiese di intraprendere una guerra santa da parte di tutti gli ebrei contro la Germania, e dove chiedeva ai non ebrei di boicottare tutti i prodotti tedeschi. L'intero discorso venne pubblicato dal New York Times il giorno seguente (24 marzo 1933).
Fu un sostenitore del movimento sionista e fu presidente del Keren Hayesod, l'agenzia attraverso cui il movimento si finanziava e si identificava negli Stati Uniti e in altri paesi..